# Grande Prêmio do Brasil de 2019
Grande Prêmio do Brasil de 2019 (formalmente denominado Fórmula 1 Heineken Grande Prêmio do Brasil 2019) foi a vigésima e penúltima etapa da temporada de 2019 da Fórmula 1 e o último Grande Prêmio do Brasil de Fórmula 1 a ser disputado por esse nome. Foi disputada em 17 de novembro de 2019 no Autódromo José Carlos Pace, São Paulo, Brasil.

## Pneus
| Nome do composto | Cor | Banda de rolamento | Condições de Tempo | Dry Type                           | Aderência | Longevidade |
| ---------------- | --- | ------------------ | ------------------ | ---------------------------------- | --------- | ----------- |
| Macio (C3)       |     | Slick (P Zero)     | Seco               | Supersoft                          | Alta      | Baixa       |
| Médio (C2)       |     | Slick (P Zero)     | Seco               | Soft                               | Médio     | Médio       |
| Duro (C1)        |     | Slick (P Zero)     | Seco               | Medium                             | Baixa     | Alta        |
| Intermediário    |     | Sulcos (Cinturato) | Molhado            | Intermediate (água não estagnante) | —         | —           |
| Chuva            |     | Sulcos (Cinturato) | Molhado            | Wet (água estagnante)              | —         | —           |

| Escolhas de Pneus de cada piloto para o GP do Brasil: | Escolhas de Pneus de cada piloto para o GP do Brasil: | Escolhas de Pneus de cada piloto para o GP do Brasil: | Escolhas de Pneus de cada piloto para o GP do Brasil: | Escolhas de Pneus de cada piloto para o GP do Brasil: | Escolhas de Pneus de cada piloto para o GP do Brasil: |
| ----------------------------------------------------- | ----------------------------------------------------- | ----------------------------------------------------- | ----------------------------------------------------- | ----------------------------------------------------- | ----------------------------------------------------- |
| Nº                                                    | Pilotos                                               | Equipe(s)                                             | Medio                                                 | Macio                                                 | Super Macio                                           |
| 44                                                    | Lewis Hamilton                                        | Mercedes                                              |                                                       |                                                       |                                                       |
| 77                                                    | Valtteri Bottas                                       | Mercedes                                              |                                                       |                                                       |                                                       |
| 5                                                     | Sebastian Vettel                                      | Ferrari                                               |                                                       |                                                       |                                                       |
| 16                                                    | Charles Leclerc                                       | Ferrari                                               |                                                       |                                                       |                                                       |
| 23                                                    | Alexander Albon                                       | Red Bull-Honda                                        |                                                       |                                                       |                                                       |
| 33                                                    | Max Verstappen                                        | Red Bull-Honda                                        |                                                       |                                                       |                                                       |
| 3                                                     | Daniel Ricciardo                                      | Renault                                               |                                                       |                                                       |                                                       |
| 27                                                    | Nico Hülkenberg                                       | Renault                                               |                                                       |                                                       |                                                       |
| 8                                                     | Romain Grosjean                                       | Haas-Ferrari                                          |                                                       |                                                       |                                                       |
| 20                                                    | Kevin Magnussen                                       | Haas-Ferrari                                          |                                                       |                                                       |                                                       |
| 55                                                    | Carlos Sainz Jr.                                      | McLaren-Renault                                       |                                                       |                                                       |                                                       |
| 4                                                     | Lando Norris                                          | McLaren-Renault                                       |                                                       |                                                       |                                                       |
| 11                                                    | Sergio Pérez                                          | Racing Point-Mercedes                                 |                                                       |                                                       |                                                       |
| 18                                                    | Lance Stroll                                          | Racing Point-Mercedes                                 |                                                       |                                                       |                                                       |
| 7                                                     | Kimi Raikkonen                                        | Alfa Romeo Racing-Ferrari                             |                                                       |                                                       |                                                       |
| 99                                                    | Antonio Giovinazzi                                    | Alfa Romeo Racing-Ferrari                             |                                                       |                                                       |                                                       |
| 10                                                    | Pierre Gasly                                          | Toro Rosso-Honda                                      |                                                       |                                                       |                                                       |
| 26                                                    | Daniil Kvyat                                          | Toro Rosso-Honda                                      |                                                       |                                                       |                                                       |
| 88                                                    | Robert Kubica                                         | Williams-Mercedes                                     |                                                       |                                                       |                                                       |
| 63                                                    | George Russell                                        | Williams-Mercedes                                     |                                                       |                                                       |                                                       |

## Resultados

### Treino Classificatório
| 1                        | 33 | Max Verstappen     | Red Bull-Honda            | 1:08.242 | 1:07.503 | 1:07.508 | 1   |
| 2                        | 5  | Sebastian Vettel   | Ferrari                   | 1:08.556 | 1:08.050 | 1:07.631 | 2   |
| 3                        | 44 | Lewis Hamilton     | Mercedes                  | 1:08.614 | 1:08.088 | 1:07.699 | 3   |
| 4                        | 16 | Charles Leclerc    | Ferrari                   | 1:08.496 | 1:07.888 | 1:07.728 | 141 |
| 5                        | 77 | Valtteri Bottas    | Mercedes                  | 1:08.545 | 1:08.232 | 1:07.874 | 4   |
| 6                        | 23 | Alexander Albon    | Red Bull-Honda            | 1:08.503 | 1:08.117 | 1:07.935 | 5   |
| 7                        | 10 | Pierre Gasly       | Toro Rosso-Honda          | 1:08.909 | 1:08.770 | 1:08.837 | 6   |
| 8                        | 8  | Romain Grosjean    | Haas-Ferrari              | 1:09.197 | 1:08.705 | 1:08.854 | 7   |
| 9                        | 7  | Kimi Räikkönen     | Alfa Romeo-Ferrari        | 1:09.276 | 1:08.858 | 1:08.984 | 8   |
| 10                       | 20 | Kevin Magnussen    | Haas-Ferrari              | 1:08.875 | 1:08.803 | 1:09.037 | 9   |
| 11                       | 4  | Lando Norris       | McLaren-Renault           | 1:08.891 | 1:08.868 | —        | 10  |
| 12                       | 3  | Daniel Ricciardo   | Renault                   | 1:09.086 | 1:08.903 | —        | 11  |
| 13                       | 99 | Antonio Giovinazzi | Alfa Romeo-Ferrari        | 1:09.175 | 1:08.919 | —        | 12  |
| 14                       | 27 | Nico Hülkenberg    | Renault                   | 1:09.050 | 1:08.921 | —        | 13  |
| 15                       | 11 | Sergio Pérez       | Racing Point-BWT Mercedes | 1:09.288 | 1:09.035 | —        | 15  |
| 16                       | 26 | Daniil Kvyat       | Toro Rosso-Honda          | 1:09.320 | —        | —        | 16  |
| 17                       | 18 | Lance Stroll       | Racing Point-BWT Mercedes | 1:09.536 | —        | —        | 17  |
| 18                       | 63 | George Russell     | Williams-Mercedes         | 1:10.126 | —        | —        | 18  |
| 19                       | 88 | Robert Kubica      | Williams-Mercedes         | 1:10.614 | —        | —        | 19  |
| Tempo dos 107%: 1:13.018 |    |                    |                           |          |          |          |     |
| 20                       | 55 | Carlos Sainz Jr.   | McLaren-Renault           | S/Tempo  | —        | —        | 20  |
| Fonte:                   |    |                    |                           |          |          |          |     |

Notas
- ↑1  – Charles Leclerc (Ferrari) punido com dez posições no grid pela troca de elementos da unidade de potência.[4]

### Corrida
| Pos.   | Nu. | Piloto             | Construtor                | Voltas | Tempo/Retirado | Pit Stop | Grid | Pontos |
| ------ | --- | ------------------ | ------------------------- | ------ | -------------- | -------- | ---- | ------ |
| 1      | 33  | Max Verstappen     | Red Bull Racing-Honda     | 71     | 1:33:14.678    | 3        | 1    | 25     |
| 2      | 10  | Pierre Gasly       | Scuderia Toro Rosso-Honda | 71     | +6.077s        | 2        | 7    | 18     |
| 3      | 55  | Carlos Sainz Jr.   | McLaren-Renault           | 71     | +8.896s        | 1        | 20   | 15     |
| 4      | 7   | Kimi Räikkönen     | Alfa Romeo Racing-Ferrari | 71     | +9.452s        | 2        | 8    | 12     |
| 5      | 99  | Antonio Giovinazzi | Alfa Romeo Racing-Ferrari | 71     | +10.201s       | 2        | 12   | 10     |
| 6      | 3   | Daniel Ricciardo   | Renault                   | 71     | +10.541s       | 2        | 11   | 8      |
| 7      | 44  | Lewis Hamilton     | Mercedes                  | 71     | +11.139s3      | 3        | 3    | 6      |
| 8      | 4   | Lando Norris       | McLaren-Renault           | 71     | +11.204s       | 2        | 10   | 4      |
| 9      | 11  | Sergio Pérez       | Racing Point-BWT Mercedes | 71     | +11.529s       | 2        | 15   | 2      |
| 10     | 26  | Daniil Kvyat       | Scuderia Toro Rosso-Honda | 71     | +11.931s       | 2        | 16   | 1      |
| 11     | 20  | Kevin Magnussen    | Haas-Ferrari              | 71     | +12.732s       | 2        | 9    |        |
| 12     | 63  | George Russell     | Williams-Mercedes         | 71     | +13.599s       | 2        | 18   |        |
| 13     | 8   | Romain Grosjean    | Haas-Ferrari              | 71     | +14.247s       | 2        | 7    |        |
| 14     | 23  | Alexander Albon    | Red Bull-Honda            | 71     | +14.927s       | 3        | 5    |        |
| 15     | 27  | Nico Hülkenberg    | Renault                   | 71     | +18.059s2      | 3        | 13   |        |
| 16     | 88  | Robert Kubica      | Williams-Mercedes         | 70     | +1 volta       | 4        | 19   |        |
| 17†    | 5   | Sebastian Vettel   | Ferrari                   | 65     | Colisão        | 2        | 2    |        |
| 18†    | 16  | Charles Leclerc    | Ferrari                   | 65     | Colisão        | 2        | 14   |        |
| 19†    | 18  | Lance Stroll       | Racing Point-BWT Mercedes | 65     | Pneu           | 2        | 17   |        |
| DNF    | 77  | Valtteri Bottas    | Mercedes                  | 51     | Motor          | 2        | 4    |        |
| Fonte: |     |                    |                           |        |                |          |      |        |

Notas
- ↑2  – Nico Hülkenberg (Renault) recebeu uma punição de 5 segundos após a corrida por ultrapassar com safety car na pista.
- ↑3  – Lewis Hamilton (Mercedes) recebeu uma punição de 5 segundos após a corrida por causar uma colisão com Alexander Albon (Red Bull-Honda).

## Curiosidades

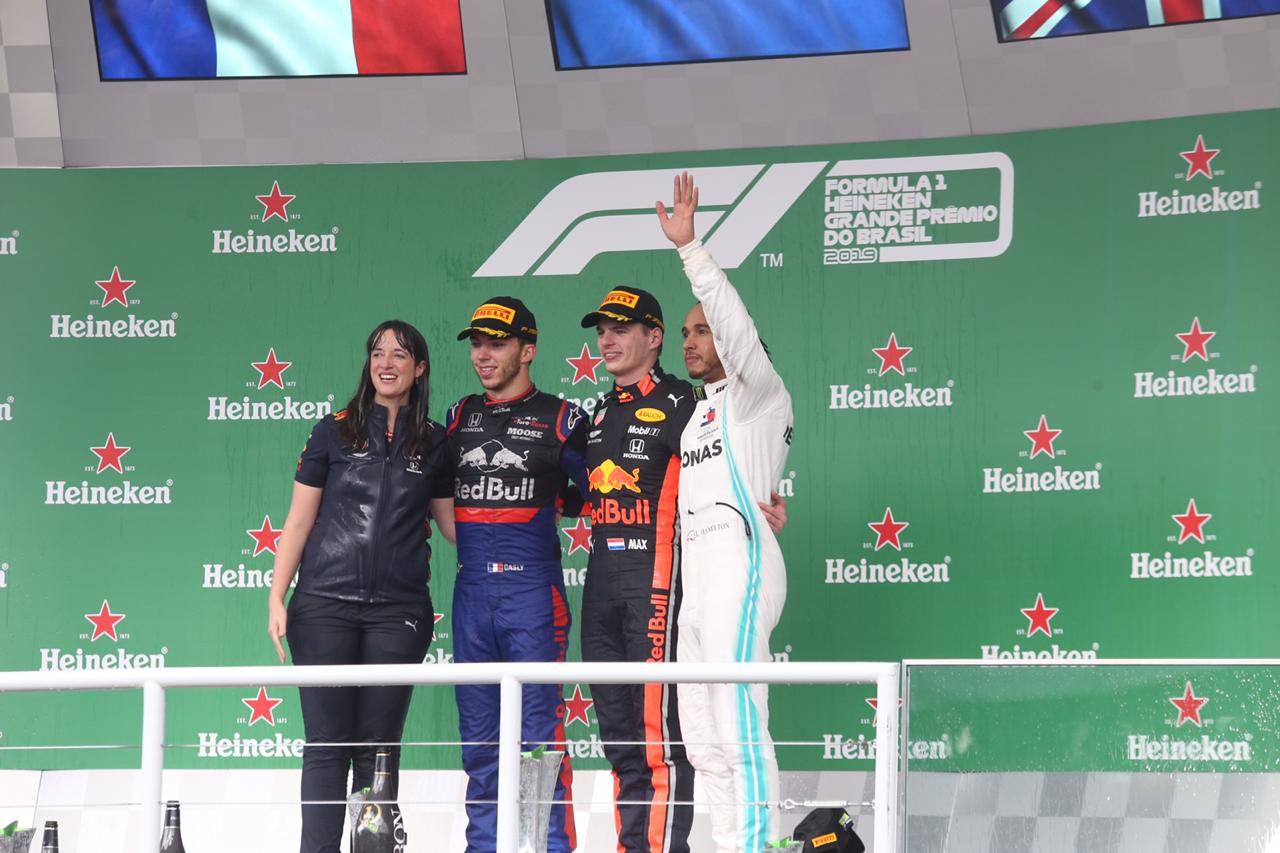
Pódio da corrida com Max Verstappen, Pierre Gasly e Lewis Hamilton (antes de levar a punição) e a estrategista-sênior da equipe Red Bull Racing, Hannah Schmitz.

- 2º Pole Position da carreira de Max Verstappen.
- 1º pódio das carreiras de Pierre Gasly e de Carlos Sainz Jr..
- 1º pódio da McLaren desde 2014 com Kevin Magnussen em segundo e Jenson Button em terceiro.
- 1º pódio de um piloto espanhol desde 2014 com Fernando Alonso.
- 1º pódio de um piloto francês desde 2015 com Romain Grosjean.
- 3º pódio da Toro Rosso, o 2º em 2019
- 1ª pole position e vitória dos motores Honda no Brasil desde 1991 com Ayrton Senna com a McLaren.
- A estrategista-sênior da equipe Red Bull Racing, Hannah Schmitz é a sexta mulher a receber troféu no pódio na história da Fórmula 1.[6]
- Red Bull registra um novo recorde de pitstop: 1,82 segundos no carro de Max Verstappen.[7]
- Novo recorde de pódio mais jovem da história da Fórmula 1. Idade média dos pilotos: 23 anos, 8 meses e 23 dias. Quebrando o recorde anterior de 23 anos, 11 meses e 16 dias, no Grande Prêmio da Itália de 2008 .[8]
- Última corrida que Reginaldo Leme participou como comentarista da Rede Globo. Ele voltaria a partir do GP do Barém de 2021 pela Band.

## Voltas na Liderança
| Nº de Voltas | Piloto           | Voltas                     |
| ------------ | ---------------- | -------------------------- |
| 59           | Max Verstappen   | 1-21; 26-44; 49-54 e 60-71 |
| 8            | Sebastian Vettel | 22-25 e 45-48              |
| 4            | Lewis Hamilton   | 55-59                      |

## 2019DHLFastest Pit Stop Award

### Resultado
| 1      | 33 | Max Verstappen   | Red Bull Racing-Honda | 1.82 | 25 |
| 2      | 88 | Robert Kubica    | Williams-Mercedes     | 2.10 | 18 |
| 3      | 63 | George Russell   | Williams-Mercedes     | 2.20 | 15 |
| 4      | 16 | Charles Leclerc  | Ferrari               | 2.33 | 12 |
| 5      | 5  | Sebastian Vettel | Ferrari               | 2.36 | 10 |
| 6      | 27 | Nico Hülkenberg  | Renault               | 2.40 | 8  |
| 7      | 26 | Daniil Kvyat     | Toro Rosso-Honda      | 2.47 | 6  |
| 8      | 55 | Carlos Sainz Jr. | McLaren-Renault       | 2.55 | 4  |
| 9      | 10 | Pierre Gasly     | Toro Rosso-Honda      | 2.57 | 2  |
| 10     | 44 | Lewis Hamilton   | Mercedes              | 2.58 | 1  |
| Fonte: |    |                  |                       |      |    |

### Classificação
| Tabela do DHL Fastest Pit Stop Award \| Pos \| Construtor \| Pontos \| \| --- \| ------------------------- \| ------ \| \| 1 \| Red Bull Racing-Honda \| 479 \| \| 2 \| Williams-Mercedes \| 427 \| \| 3 \| Ferrari \| 305 \| \| 4 \| Mercedes \| 255 \| \| 5 \| McLaren-Renault \| 202 \| \| 6 \| Scuderia Toro Rosso-Honda \| 117 \| \| 7 \| Renault \| 104 \| \| 8 \| Alfa Romeo Racing-Ferrari \| 49 \| \| 9 \| Haas-Ferrari \| 47 \| \| 10 \| Racing Point-BWT Mercedes \| 35 \| |                           |        |
| Pos | Construtor                | Pontos |
| 1 | Red Bull Racing-Honda     | 479    |
| 2 | Williams-Mercedes         | 427    |
| 3 | Ferrari                   | 305    |
| 4 | Mercedes                  | 255    |
| 5 | McLaren-Renault           | 202    |
| 6 | Scuderia Toro Rosso-Honda | 117    |
| 7 | Renault                   | 104    |
| 8 | Alfa Romeo Racing-Ferrari | 49     |
| 9 | Haas-Ferrari              | 47     |
| 10 | Racing Point-BWT Mercedes | 35     |

## Tabela do campeonato após a corrida
Somente as cinco primeiras posições estão incluídas nas tabelas.
| Pos | Piloto           | Pontos | Var |
| --- | ---------------- | ------ | --- |
| 1   | Lewis Hamilton   | 387    | 0   |
| 2   | Valtteri Bottas  | 314    | 0   |
| 3   | Max Verstappen   | 260    | 1   |
| 4   | Charles Leclerc  | 249    | 1   |
| 5   | Sebastian Vettel | 230    | 0   |

| Pos | Construtor         | Pontos | Var     |
| --- | ------------------ | ------ | ------- |
| 1   | Mercedes           | 701    | Estável |
| 2   | Ferrari            | 479    | Estável |
| 3   | Red Bull-TAG Heuer | 391    | Estável |
| 4   | McLaren-Renault    | 132    | Estável |
| 5   | Renault            | 92     | Estável |